# 小倉東インターチェンジ
小倉東インターチェンジ（こくらひがしインターチェンジ）は、福岡県北九州市小倉南区にある九州自動車道のインターチェンジである。

## 概要
北九州市のうち小倉北区・小倉南区・戸畑区などの最寄りインターチェンジ。東九州自動車道・苅田北九州空港IC開通までは、大分方面（国道10号・北大道路経由）への玄関口であり、北九州空港への最寄りインターチェンジとしても機能していた。現在でも苅田・行橋方面に向かう高速バス路線では当インターチェンジを利用している。
2006年2月26日に北九州高速1号線と接続する直結ランプが開通したため、都市高速道路のジャンクションとしても機能している。なお、都市高速の料金は横代料金所で別に支払う。これは太宰府インターチェンジ等で採用されている一括徴収（NEXCO西日本の高速道路料金と都市高速の料金を一括で支払う）とは異なるシステムとなっている。

## 道路
- E3 九州自動車道（2番）

## 接続する道路
- 国道10号
- 北九州高速1号線

## 歴史
- 1984年3月27日：門司IC-小倉東IC間開通
- 1988年3月31日：小倉東IC-八幡IC間開通

## 料金所
- ブース数：10

### 入口
- ブース数：3
  - ETC専用：1
  - ETC/一般：1
  - 一般:1

### 出口
- ブース数：7
  - ETC専用：1
  - 一般：6

## 周辺
- ヤマト運輸小倉東営業所[1]
- JRA小倉競馬場
- 北九州市立大学
- 小倉南区役所[2]
- 日豊本線下曽根駅
- サニーサイドモール小倉
- サンリブシティ小倉
- 北九州港

## 隣
E3 九州自動車道
（1-1）新門司IC - 吉志PA - （2）小倉東IC -（2-1）北九州JCT
北九州高速1号線
（2）小倉東IC - （101）長野出入口 - （102）横代出入口 -（103）若園出入口